# The High Road
The High Road é o segundo álbum de estúdio da cantora norte-americana JoJo, lançado em 17 de outubro de 2006 pela Da Family Entertainment, Blackground Records e Universal Records. As gravações do álbum ocorreram entre o final de 2005 e meados de 2006 em Califórnia, Nova York, Miami e Atlanta, após JoJo finalizar as filmagens de Aquamarine e RV. Enquanto gravava o álbum, a cantora trabalhou com os produtores Scott Storch, Sean Garrett, Swizz Beatz, Josh Alexander, Billy Steinberg, Vincent Herbert, J.R. Rotem, Beau Dozier, Ryan Leslie e entre outros. JoJo co-escreveu duas das 17 faixas do álbum. O álbum conta com uma variedade eclética de estilos, incluindo pop, rock alternativo e hip-hop soul.
The High Road foi precedido pelo carro-chefe "Too Little Too Late", que tornou-se a canção de JoJo com melhor desempenho na Billboard Hot 100. Quebrou o recorde de maior pulo ao top três da tabela, saindo da 65ª posição para a terceira posição em uma semana, e também atingiu o top dez na Austrália, Irlanda, Nova Zelândia e Reino Unido. O segundo single, "How to Touch a Girl", foi lançado em 14 de novembro de 2006 e falhou em impactar os gráficos estadunidenses. "Anything" foi lançada como terceiro e último single do álbum em 20 de março de 2007, alcançando a 18ª posição na Irlanda e a 21ª posição no Reino Unido.
Após seu lançamento, o álbum recebeu avaliações geralmente favoráveis dos críticos musicais, muitos notando que o álbum mostrou mais confiança, enquanto as faixas mais lentas ajudaram a mostrar as "excelentes habilidades vocais" de JoJo. The High Road estreou na terceira posição da Billboard 200, vendendo 108.000 cópias vendidas na primeira semana. Também alcançou a 12ª posição da Canadian Albums Chart e a 24ª posição no UK Albums Chart. O álbum recebeu certificados de ouro nos Estados Unidos, Canadá e Reino Unido e em dezembro de 2018, o álbum já havia vendido mais de três milhões de cópias mundialmente.
Após anos de batalhas legais com a antiga gravadora e citando a indisponibilidade do álbum nos serviços de streaming, JoJo lançou uma versão regravada de The High Road em 21 de dezembro de 2018. Em 24 de setembro de 2021, Blackground Records lançou oficialmente a versão original do álbum em todas as plataformas digitais.

## Singles
The High Road gerou vários singles oficiais e promocionais. O primeiro single do álbum foi "Too Little Too Late", lançado em 24 de julho de 2006. O single se tornou um hit instantâneo e, na época, quebrou o recorde de maior salto no ranking da Billboard Hot 100, passando do número 66 para 3ª posição em uma semana, esse feito foi realizado anteriormente por Mariah Carey, com seu single "Loverboy" de 2001, que subiu do número 60 para o número dois. O recorde novamente foi quebrado por Kelly Clarkson, e seu sucesso "My Life Would Suck Without You" em 7 de fevereiro de 2009, quando saltou do número 97 para o número um. No Reino Unido, "Too Little Too Late" entrou no UK Singles Chart, chegando a 22ª posição, embora não tenha consigo a 2ª posição como aconteceu com seu single de estréia, "Leave (Get Out)", esse foi o single de maior permanência da cantora na parada musical. A música ainda foi certificado com ouro na Austrália por 35,000 cópias, e prata no Reino Unido, e ainda recebeu 5 indicações no Radio Disney Music Awards daquele ano, levando 2 prêmios.
Em 20 de setembro de 2006, três singles promocionais foram lançados no iTunes, "This Time", "The Way You Do Me" e "Let It Rain". Todas as músicas foram apresentadas ao vivo em vários locais. O segundo single oficial, "How to Touch a Girl", foi lançado em 14 de novembro de 2006. Apesar da ótima recepção da crítica, a música não conseguiu repetir o sucesso do single anterior. Nos Estados Unidos, o single não entrou na Billboard Hot 100, e alcançou apenas a 76ª posição no Pop 100. Devido seu fracasso nos Estados Unidos, o single não foi lançado em nenhum outro lugar.
Inicialmente, "Let It Rain" foi concebida para ser o terceiro single, no entanto, o single foi descartado pela gravadora. "Anything" foi lançada como o terceiro single em países europeus, em 7 de maio de 2007. JoJo esteve no Reino Unido durante as duas primeiras semanas de maio para promover o single. "Anything" permaneceu no top 40 do UK Singles Chart por três semanas.

## Apresentações
Para promover o álbum JoJo se apresentou em vários programas de televisão e eventos. No dia 15 de agosto de 2006, se apresentou no Miss Teen USA. Em 27 de setembro, apresentou seu sucesso "Too Little Too Late" e o single promocional "This Time" no programa TRL da MTV. Em 28 de setembro, lançou seu Sessions@AOL, durante a performance, ela apresentou os singles "Too Little Too Late" e "How to Touch a Girl", "This Time" e "The Way You Do Me". Em 17 de outubro se apresentou no programa The Today Show, e no dia 25 do mesmo mês se apresentou no The Ellen DeGeneres Show.

## Lista de faixas
| The High Road – Edição padrão |                       |                                                             |                                     |         |  |
| N.º                           | Título                | Compositor(es)                                              | Produtor(es)                        | Duração |  |
| 1.                            | "This Time"           | Scott Storch Sean Garrett                                   | Storch Garrett [a]                  | 3:28    |  |
| 2.                            | "The Way You Do Me"   | Swizz Beatz Garrett                                         | Swizz Beatz Garrett [a]             | 3:13    |  |
| 3.                            | "Too Little Too Late" | Josh Alexander Billy Steinberg Ruth-Anne Cunningham         | Alexander Vincent Herbert Steinberg | 3:41    |  |
| 4.                            | "The High Road"       | Jonathan Rotem Matthew Gerrard Bridget Benenate             | J. R. Rotem Gerrard                 | 3:50    |  |
| 5.                            | "Anything"            | Beau Dozier Mischke Justin Trugman David Paich Jeff Porcaro | Dozier Trugman                      | 3:49    |  |
| 6.                            | "Like That"           | Ryan Leslie Corey Williams                                  | Leslie                              | 3:48    |  |
| 7.                            | "Good Ol'"            | Soulshock Kenneth Karlin Lil' Eddie Lisa Simmons Francci    | Soulshock Karlin                    | 4:08    |  |
| 8.                            | "Coming for You"      | Soulshock Karlin Alex Cantrall Lil' Eddie Simmons Francci   | Soulshock Karlin                    | 3:30    |  |
| 9.                            | "Let It Rain"         | Makeba Riddick Mikkel S. Eriksen Tor Erik Hermansen         | Stargate Riddick [b] Herbert [b]    | 3:47    |  |
| 10.                           | "Exceptional"         | Diane Warren                                                | Peter Stengaard                     | 3:43    |  |
| 11.                           | "How to Touch a Girl" | Steinberg Alexander Joanna Levesque                         | Alexander Steinberg                 | 4:27    |  |
| 12.                           | "Note to God"         | Warren                                                      | Stengaard                           | 4:27    |  |

| The High Road – Edição exclusiva do Walmart (faixa bônus) |                  |                            |                 |         |  |
| N.º                                                       | Título           | Compositor(es)             | Produtor(es)    | Duração |  |
| 13.                                                       | "Get It Poppin'" | Emile Ghantous Erik Nelson | Ghantous Nelson | 3:41    |  |

| The High Road – Edição exclusiva do Best Buy (faixa bônus) |                        |                               |              |         |  |
| N.º                                                        | Título                 | Compositor(es)                | Produtor(es) | Duração |  |
| 13.                                                        | "I Can Take You There" | Bernard Edwards, Jr. Levesque | Focus…       | 4:52    |  |

| The High Road – Edição exclusiva da Target e Circuit City (DVD) | |         |  |
| N.º                                                             | Título | Duração |  |
| 1.                                                              | "High Road (Behind the Scenes in the Studio)"                                                                | 1:39    |  |
| 2.                                                              | "The Glamorous Life (Behind the Scenes of the Photo Shoot)"                                                  | 4:24    |  |
| 3.                                                              | "Lights, Camera, Action (Behind the Scenes of the Video Shoot)"                                              | 7:00    |  |
| 4.                                                              | "Visual Imagery" (Clipes: "Leave (Get Out)", "Baby It's You", "Not That Kinda Girl" e "Too Little Too Late") | 17:00   |  |

| The High Road – Edição britânica (faixa bônus) |                   |                                                 |                  |         |  |
| N.º                                            | Título            | Compositor(es)                                  | Produtor(es)     | Duração |  |
| 15.                                            | "Leave (Get Out)" | Soulshock Karlin Cantrall Phillip "Silky" White | Soulshock Karlin | 4:02    |  |

| The High Road – Edição européia, australiana e latinoamericana (faixa bônus) |                                            |                                |                             |         |  |
| N.º                                                                          | Título                                     | Compositor(es)                 | Producer(s)                 | Duração |  |
| 15.                                                                          | "Too Little Too Late" (Versão em espanhol) | Alexander Steinberg Cunningham | Alexander Herbert Steinberg | 3:41    |  |

| The High Road – Edição japonesa (faixas bônus) |                                            |                                |                             |         |  |
| N.º                                            | Título                                     | Compositor(es)                 | Producer(s)                 | Duração |  |
| 15.                                            | "Too Little Too Late" (Versão em espanhol) | Alexander Steinberg Cunningham | Alexander Herbert Steinberg | 3:41    |  |
| 16.                                            | "Get It Poppin'"                           | Ghantous Nelson                | Ghantous Nelson             | 3:41    |  |

Notas
- ↑a  significa co-produtor.
- ↑b  significa produção vocal.

- "Anything" contém sample de "Africa" do grupo Toto.

## Desempenho
| Chart (2006–07)                    | Posição |
| ---------------------------------- | ------- |
| Australian Urban Albums (ARIA)     | 22      |
| Belgian Albums (Ultratop Flanders) | 94      |
| Canadian Albums (Billboard)        | 12      |
| European Albums (Billboard)        | 92      |
| Japanese Albums (Oricon)           | 45      |
| Scottish Albums (OCC)              | 32      |
| Swiss Albums (Schweizer Hitparade) | 96      |
| UK Albums                          | 24      |
| US Billboard 200                   | 3       |

#### Chart de Fim de Ano
| Chart (2007)     | Posição |
| ---------------- | ------- |
| US Billboard 200 | 166     |

## Certificações
| Região                | Certificação | Vendas  |
| --------------------- | ------------ | ------- |
| Canadá (Music Canada) | Ouro         | 50,000  |
| Reino Unido (BPI)     | Ouro         | 100,000 |
| Estados Unidos (RIAA) | Ouro         | 538,000 |

## Histórico de Lançamento
| Região         | Data                   | Gravadora                       |
| -------------- | ---------------------- | ------------------------------- |
| Estados Unidos | 17 de outubro de 2006  | Da Family Blackground Universal |
| Reino Unido    | 6 de Novembro de 2006  | Mercury                         |
| Austrália      | 18 de Novembro de 2006 | Universal                       |
| Alemanha       | 24 de Novembro de 2006 | Edel                            |
| Japão          | 6 de Dezembro de 2006  | Universal                       |

## Informações adicionais
- A música "Exceptional" entrou para a trilha da novela Amigas e Rivais do SBT, sendo o tema dos personagens Laura e Beto.[11]
- Em 17 de novembro de 2007, JoJo se apresentou no Pop Rock Brasil.
- O álbum foi regravado quando JoJo mudou de gravadora.